# Vieni ruota! Vieni forca!
Vieni ruota! Vieni forca! (Come Rack! Come Rope!) è un romanzo storico dello scrittore e sacerdote inglese Robert Hugh Benson (1871–1914) pubblicato nel 1912, circa nove anni dopo la sua conversione dall'anglicanesimo al cattolicesimo.

## Origine e contesto
Vieni ruota! Vieni forca! è ambientato in Inghilterra, principalmente nella contea di Derby durante il regno di Elisabetta I e narra delle persecuzioni dei Cattolici: essere o nascondere un prete era considerato un tradimento in quanto violazione dell'Atto di Supremazia promulgato da Enrico VIII e si era puniti con la morte. Protagonisti del romanzo sono due fidanzati che decidono di rinunciare alla prospettiva di una tranquilla vita matrimoniale: lui infatti, Robin Audrey, si fa prete e lei, Majorie Manners, organizza la chiesa clandestina nella contea. È uno dei romanzi più conosciuti di Benson e la versione inglese è stata ristampata varie volte.
Come dichiara l'autore nella prefazione tutti i numerosi personaggi (tranne i due protagonisti e le loro famiglie) sono storicamente vissuti e la loro vita si è svolta nelle condizioni descritte nel romanzo.
La fonte storica della vicenda è costituita dal martirologio Forgotten Shrines (Santuari dimenticati, 1910) scritto dal benedettino dom Bede Camm sulla famiglia Fitzherbert. Inoltre Benson stesso nel 1911 visitò la loro residenza a Padley, diventata luogo di pellegrinaggi. Il titolo del libro deriva dal discorso pronunciato da padre Campion, personaggio presente nel romanzo, il quale, dopo la tortura, assicurò i cattolici che nessun segreto era uscito dalla sua bocca.

## Trama

### Parte I

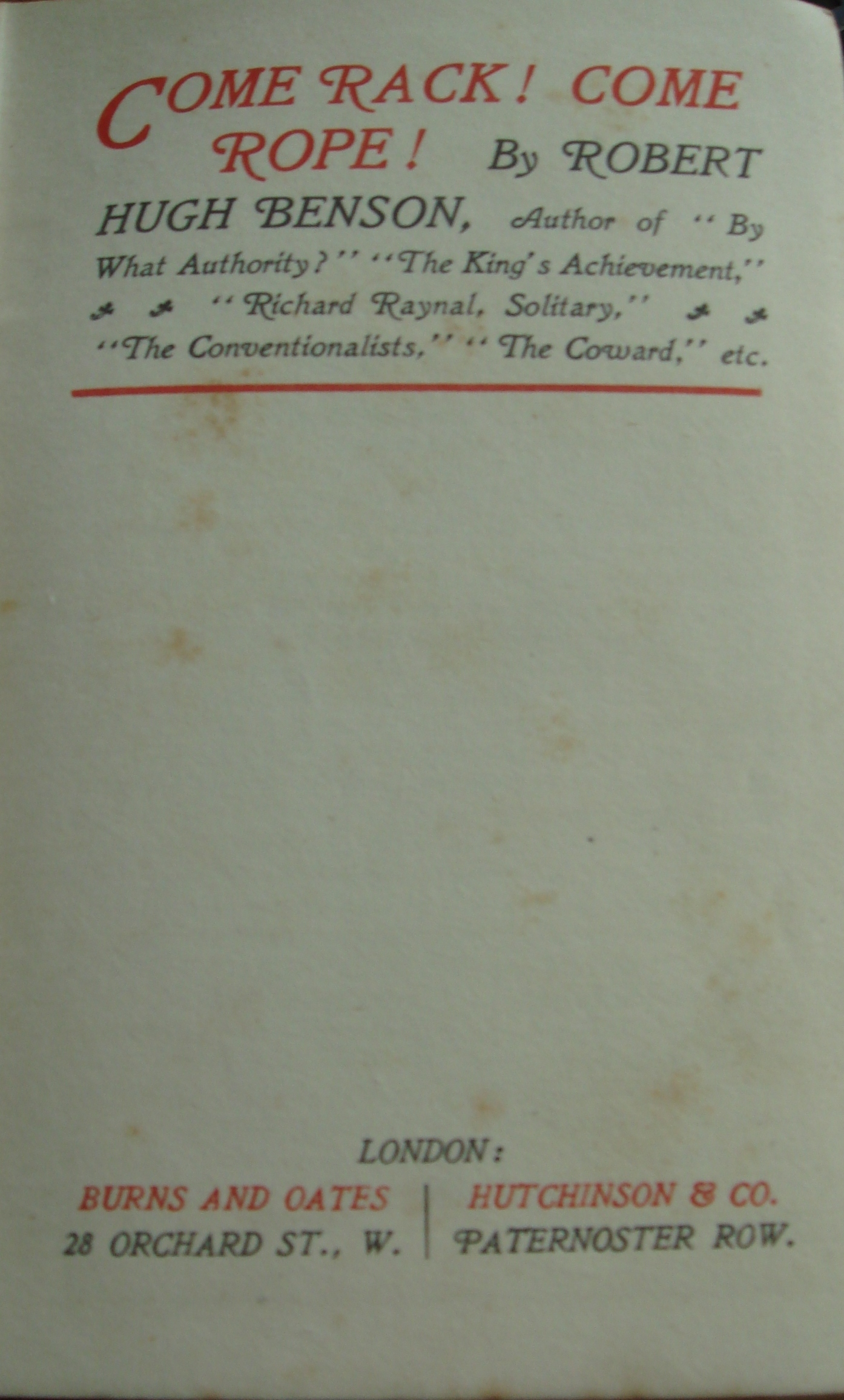
Frontespizio della prima edizione

Robin Audrey e Marjorie Manners, diciassettenni, sono fidanzati. Vengono entrambi da famiglie Cattoliche ricusanti del Derbyshire. Con le famiglie partecipano segretamente alle funzioni cattoliche e pagano le ingenti tasse previste per chi non partecipa al culto della Chiesa Anglicana. Ma il padre di Robin, alla fine del 1577, decide di cedere e annuncia che parteciperà alla celebrazione della Pasqua secondo il rito anglicano. Robin rivela la questione al suo amico Anthony Babington, un cattolico devoto della regina di Scozia Maria Stuarda e con desideri complottisti nei confronti della regina Elisabetta I d'Inghilterra. Robin racconta i fatti anche a Majorie e, per non essere coinvolto nella decisione paterna, trascorre un periodo nella casa dei genitori di lei ove partecipa alle celebrazioni secondo il rito cattolico. Nel frattempo Robin conosce il novello prete Richard Simpson e altri due cattolici che si faranno preti a Douai a loro volta: Nicholas Garlick e Robert Ludlam. Durante la messa di Pasqua Simpson racconta il martirio del sacerdote John Nelson, e del laico Thomas Sherwood avvenuto nel febbraio del 1578. Dopo un periodo di incertezza e alcuni scontri con suo padre Robin prende la decisione di andare a Rheims e diventare prete, decisione che l'intuito femminile di Majorie aveva capito e accettato in anticipo quando gli aveva donato, mesi prima, il rosario di Cuthbert Mayne, anche lui giustiziato nel febbraio del 1578.

### Parte II

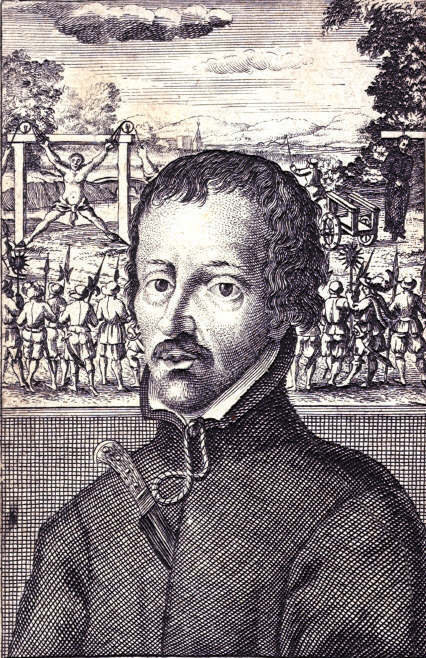
S. Edmund Campion compare varie volte nel romanzo.

Trascorrono un paio d'anni, Robin è in seminario a Rheims, il padre di Majorie è morto e lei, mentre assiste la madre inferma, continua a ospitare preti clandestini. Anthony Babington la convince a recarsi con lui a Londra per conoscere personalmente il gesuita padre Ballard e vari altri preti in modo da organizzare il loro dislocamento nel Derbyshire. A Londra Majorie conosce il gesuita padre Campion (uno dei preti più ricercati d'Inghilterra), incontra Robin ancora seminarista, assiste a un corteo della regina Elisabetta I e intravede di sfuggita il crudele inquisitore Richard Topcliffe. Nonostante venga sconsigliato da Majorie e da padre Campion Anthony procede nelle sue trame.

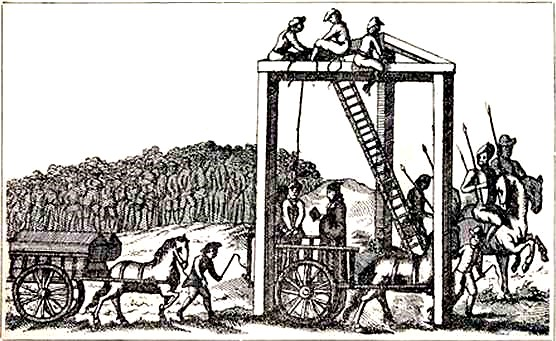
Tyburn, dove Edmund Campion e vari altri subirono il martirio.

Passa un altro anno e, tramite Anthony, a Majorie arriva la notizia che padre Campion, padre Sherwine e il gesuita padre Brian sono stati impiccati e poi squartati a Tyburn. Entrambi muoiono pregando per la regina: è il primo dicembre 1581. Pochi giorni dopo la madre di Majorie peggiora improvvisamente mentre nessun prete è rintracciabile. Mentre Majorie aiuta la madre a recitare le ultime preghiere ha la vivida percezione che padre Campion sia lì. Dopo la morte della madre Majorie si immerge ancora di più nell'organizzazione della chiesa clandestina e fa costruire dal giovane carpentiere Hugh Owen un rifugio nella propria casa. Il carpentiere è rimasto affascinato dalla testimonianza di padre Campion e intende farsi gesuita a sua volta (sarà giustiziato il 22 marzo 1606).
Tempo dopo Majorie cade da cavallo ed è soccorsa dal padre di Robin che si sente in dovere di avvertirla che i FitzHerbert, amici di vecchia data, sono sotto osservazione delle autorità e lui, che ha ricevuto la carica di magistrato, non potrà avere pietà di nessuno. Nonostante l'avvertimento dopo poco Thomas FitzHerbert (figlio di John) viene arrestato e, cedendo alla paura e alle vessazioni, incomincia a collaborare con le autorità.

### Parte III
Nel 1586, sette anni dopo l'arrivo a Rheims Robin diventa prete e torna in Inghilterra col nome di Robert Alban. Quando Anthony Babington in confidenza gli rivela i dettagli della congiura per uccidere Elisabetta I, Robin lo sconsiglia vivamente, quanto inutilmente, dal procedere e di non fidarsi di Gilbert Gifford che si rivelerà essere un agente della corona. Infatti pochi giorni dopo Anthony scrive a Robin che è stato scoperto ed è in fuga.

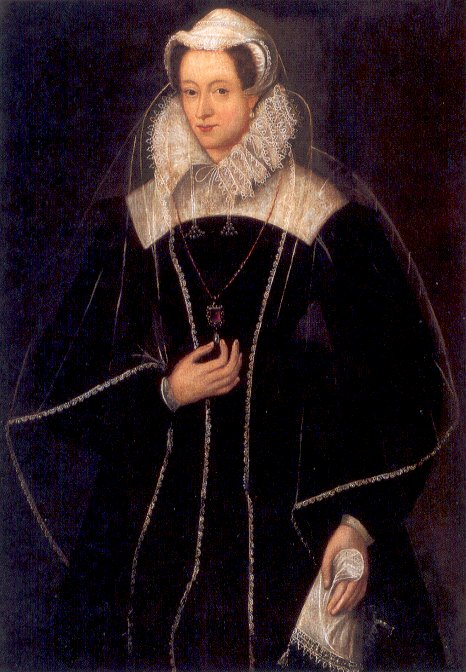
Maria Stuarda, Regina di Scozia

Robin si reca a Chartley Hall, dove Maria Stuarda è prigioniera e, con la complicità del medico personale di lei, il dott. Bourgoign, riesce a superare i sospetti del carceriere sir Amyas Paulet, a parlarle riservatamente e ad amministrarle i sacramenti. Robin riceve da Maria Stuarda l'assicurazione che non ha promosso mai alcun complotto contro Elisabetta I, diversamente da quanto aveva asserito Anthony Babington.
Qualche mese dopo (20 settembre 1586) Anthony Babington e i suoi compagni vengono giustiziati. Mentre Robin è di nuovo nel Derbyshire e dice messa in casa di Majorie arriva a lei la richiesta del dott. Bourgoign per un nuovo incontro di Robin con Maria Stuarda che è stata condannata a morte ed è in imminente attesa di esecuzione. Pur molto spaventata Majorie passa l'informazione a Robin che si reca a Fotheringay dove Maria Stuarda è stata trasferita. Non riesce ad avvicinarla e può solo assistere alla sua decapitazione mescolato alla folla (8 febbraio 1587).

### Parte IV

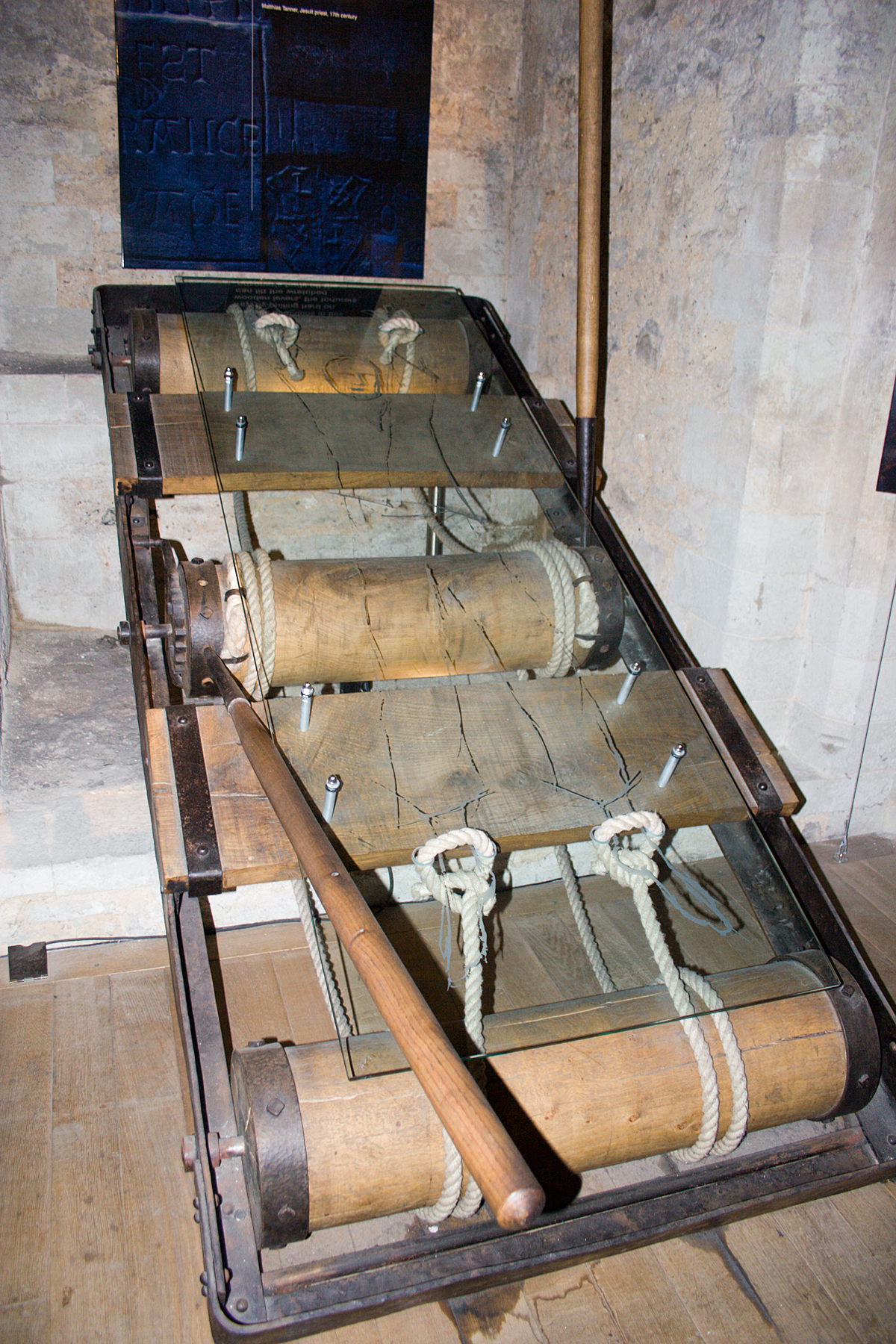
La ruota

L'anno dopo il Simpson viene catturato e appare in seria difficoltà ad affrontare il martirio.
Un giorno, dopo che Robin ha detto messa con Ludlam e Garlick in casa FitzHerbert a Padley arrivano i magistrati con le guardie e catturano sia Ludlam sia Garlick. Messi in cella assieme a Simpson, lo sosterranno per affrontare con coraggio il martirio, assieme a loro due (24 luglio 1588). Robin sfugge alla cattura e si nasconde per alcune settimane nel capanno d'un pastore. Sono i mesi in cui arrivano gli echi della fine della battaglia navale contro l'Invincibile Armata spagnola (settembre 1588). Robin torna alla casa di Majorie che però viene perquisita ed egli viene scoperto nel nascondiglio che il giovane Owen aveva preparato tempo addietro. A catturarlo è proprio il suo anziano padre, che ne resta sconvolto.
I giudici sono convinti che Robin sia coinvolto in molti altri reati oltre al fatto d'essere un prete. Per questo motivo viene torturato a lungo prima d'essere giustiziato. Prima di morire intravede ai suoi piedi il vecchio padre impazzito e riesce a sorridergli e a dargli l'assoluzione.

## Edizioni
- (EN) Robert Hugh Benson, Come rack! come rope!, Burns & Oates e Hutchinson, 1912. Prima edizione inglese

- Robert Hugh Benson, Vieni ruota! Vieni forca!, Collana Letteraria n. 28, Fede & Cultura, maggio 2013,  p. 446, ISBN 9788864091952. Prima edizione italiana.